# 海里號列車
海里（日语： Kairi */?）號列車是由東日本旅客鐵道（JR東日本）運行於新潟站至酒田站之間的臨時快速列車（觀光列車）。途經白新線和羽越本線。

## 概要
「海里」的服務定位是「可以享受新潟、庄內之美食與景觀的列車」，其中以車內膳食作為列車的服務重點。此列車的指定席券比其他「愉快列車」貴。此列車與「HIGH RAIL 1375」、「SL銀河」和「B.B.BASE」的指定席券費用一樣，成人840日圓，小童420日圓（截至2022年）。
同一區間中，從2001年起開設了臨時快速列車「閃亮羽越」，該列車使用485系電動列車行走。後來隨著車輛老化而退役。自此於羽越本線的「愉快列車」由此列車繼承。

## 運行概況
列車主要在週末行走。下行列車會從新潟於早上出發，上行列車會從酒田於下午出發，共有1個往返班次。
在時間表中會分為「通常時間表」和「冬季時間表」。在冬季時會實施冬季時間表，其特點是省略了部分區間列車減速行駛或停車的情況，因此所需時間較短。而冬季時間表於新潟站出發時間與通常時間表一樣，到達酒田站的時間會較早，而離開酒田站的時間會比通常時間表遲。另外也會有部分日子會只有單向上或下行使用冬季時間表。
在通常時間表中，由於為了讓旅客觀賞笹川水流，因此在桑川站至越後寒川站之間，列車會減速行駛。並且上下行列車會在桑川站停靠20至30分鐘。
一年會有數班列車延長行駛至秋田站。
停車站
新潟站 - 新發田站 - 中條站 - 坂町站 - 村上站 - 桑川站 - 溫海溫泉站 - 鶴岡站 - 余目站 - 酒田站（- 遊佐站 - 象潟站 - 仁賀保站 - 羽後本莊站 - 秋田站）
※（）內為延長運輸時的停車站

## 車內服務
以旅行商品乘坐此列車的乘客會在4號車廂內享用新潟、庄內地方的美食，而這此美食是來自新潟、庄內地方的餐廳，餐具方面是由新潟老鋪西式餐具提供。而只購買指定席車票的乘客會乘坐1、2號車廂，這此乘客可前往3號車廂的商店購買海里特製便當。餐單在上行、下行、以及每月都各有不同。

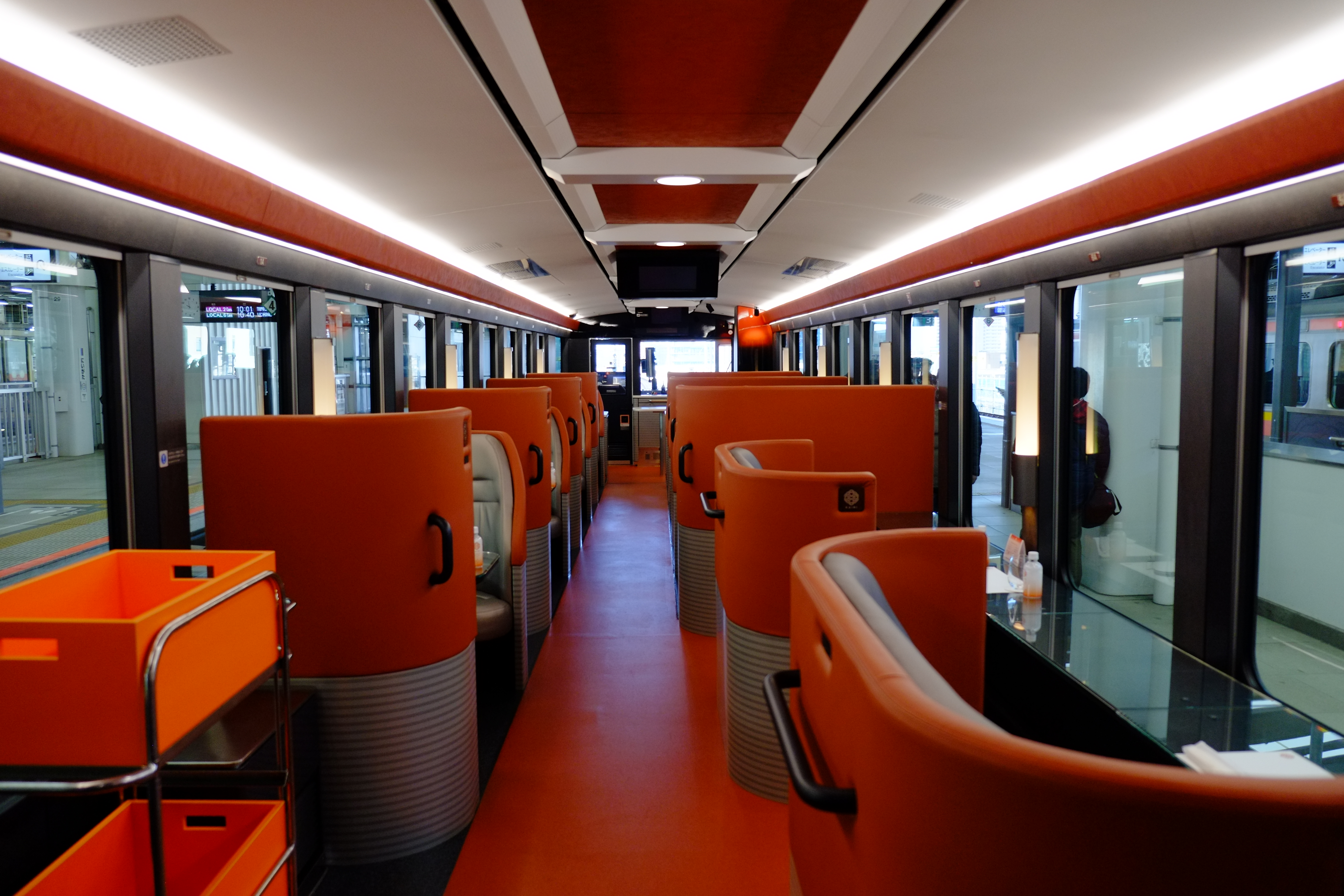
4號車廂車內
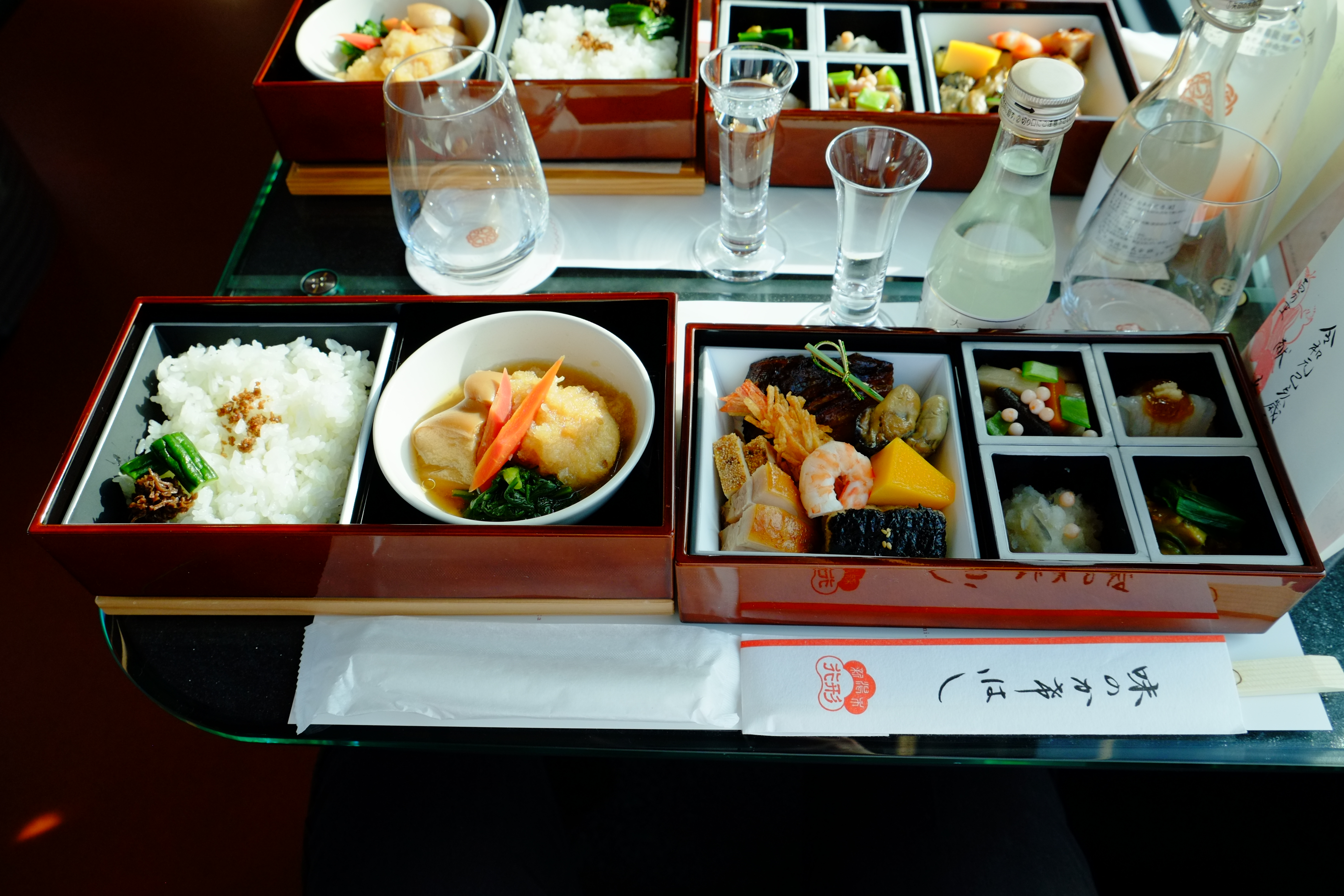
旅行商品的餐點 （酒田方向列車）

## 歷史
- 2019年（令和元年）10月5日：開始運行[3]。
- 2020年（令和2年）
  - 4月8日：為了防止新冠病毒感染擴散，「海里」暫停服務至同年5月31日[4]。
  - 5月13日：延長暫停服務至同年6月1日或以後[5]。
  - 6月26日：發表將會在同年8月1日重開[6]。
  - 8月1日：「海里」重開[6]。
- 2021年（令和3年）
  - 7月16日、7月17日、9月3日、9月4日：列車延長運輸至秋田站[7]。
- 2022年（令和4年）
  - 5月26日：隨著新潟縣舉行「越後妻有 大地之藝術祭 2022」，開設臨時列車「妻有海里」[8]。
  - 8月16日、8月17日：原本預定這兩天開設團體專用列車「夜想（Nocturne）海里」，行走於新潟站至青森站之間。但是由於奧羽本線東能代至大館之間的鐵路沉降，以及8月9日於浪岡至新青森之間受到大雨影響使鐵路設備受損。因此最後沒有提供服務[9]。
  - 11月28日、11月29日：原本於同年8月16日和17日行走的團體專用列車「夜想（Nocturne）海里」再次開辦，行走於新潟站至青森站之間[10]。

## 注腳

## 外部連結
- 海里 | 愉快列車 | JR-EAST （页面存档备份，存于）